# Een motorboot voor een drijvend flesje
Een motorboot voor een drijvend flesje is het dertiende deel van de Bob Evers-boekenreeks van de schrijver Willy van der Heide.
Een motorboot voor een drijvend flesje is het eerste deel van een trilogie waartoe verder de delen Een klopjacht op een Kapitein en Een raderboot als zilvervloot behoren.

## Verhaal
Hoofdpersonen van de serie zijn de Nederlandse jongens Arie Roos en Jan Prins en hun Amerikaanse vriend Bob Evers.
De zeilvakantie waar in het begin van Drie jongens en een caravan al eerder sprake van was, wordt nu toch echt ondernomen. Terwijl Arie Roos nog een dag in Amsterdam blijft om op bezoek zijnde familie uit Australië te kunnen ontmoeten, gaan Jan Prins en Bob Evers met een scheldejol op weg naar de Kaag. In de Stadionsluis pikt de zuinige Jan een in het water liggend flesje op - waar een stuk krant in blijkt te zitten - en levert dat in bij een cafeetje om het statiegeld te ontvangen.
Wat later op de dag komen zij in de Ringvaart een vlet tegen met een man met een opvallend witte haardos aan boord, die op een merkwaardige manier van de ene oever naar de andere kruist. Deze man informeert of zij misschien een leeg flesje hebben zien drijven. Jan en Bob poeieren de man af, maar zij vinden zijn verhaal zo vreemd dat ze besluiten terug te gaan om het ingewisselde flesje weer op te halen. Zij peuteren de krant eruit en ontdekken een in die krant verborgen boodschap, die echter niet direct begrijpelijk is. Ze breken zich er het hoofd over, maar komen er niet uit.
Een paar uur later worden Jan en Bob weer gepaaid door de man in de vlet. Hij heeft achterhaald dat zij het flesje eerst ingeleverd en daarna teruggehaald hadden. Hij gaat nu zelfs zover zijn vlet aan te bieden als hij het flesje maar kan krijgen. Jan en Bob gaan hier uiteindelijk op in, en vervolgen hun weg naar de Kaag met hun eigen jol op sleeptouw.
De volgende dag komt Arie Roos aan op het afgesproken verzamelpunt in Leiden, maar Jan en Bob arriveren daar niet. Arie begint vervolgens een uitgebreide zoektocht over de Kaag, waarbij hij te weten komt dat de zaak draait om een in de Tweede Wereldoorlog in een huis in Lisse verdwenen fortuin in goud en juwelen. De man met het witte haar maakt deel uit van een groep van vier die naar deze schat op zoek is. Het lukt Arie om te achterhalen dat Bob en Jan door deze groep geboeid in een vakantiehuisje op de Kaag opgesloten zijn. Hij ziet kans hen te bevrijden en hoort dat de bende met de inmiddels door hen gevonden schat met een schip genaamd de Waterjuffer op weg is naar België.
De drie jongens spoeden zich naar Zeeland, waar zij langs het Kanaal door Zuid-Beveland de Waterjuffer opwachten. Er ontstaat een gevecht om het schip, waarbij de jongens de Waterjuffer veroveren, maar de bende van vier kans ziet lopend met de schat te ontkomen.

## Bron
Het verhaal gaat terug op belevenissen van Willy van der Heide toen hij een bungalow op Kaageiland bewoonde, vastgelegd in het hoofdstuk 'Mijn Verbanning naar Meppel' uit Willy van der Heide, Toen ik een nieuw leven ging beginnen en andere waargebeurde verhalen uit de jaren vijftig (Antwerpen, 1979).

## Drukgeschiedenis
De eerste druk werd in 1952 gepubliceerd door de uitgeverij M. Stenvert & Zoon te Meppel in een hardcoveruitgave, met stofomslag en illustraties van Frans Mettes. Tot aan 1958 verschenen nog twee drukken.
In 1967 werd het formaat gewijzigd. Het boek werd voortaan gepubliceerd als pocketboek (17,5 × 11,5 cm). De tekst van deze uitgave was door de auteur bewerkt. De druknummering werd voortgezet en tot 1989 verschenen de volgende drukken:
- 1967 tot 1981: 4e t/m 17e druk, omslag van Moriën
- 1983: 18e druk, omslag van Carol Voges
- 1989: 19e druk, omslag van Bert Zeijlstra

In de pocketeditie zijn geen illustraties uit de hardcoveruitgave overgenomen.